# ناثان جونغ
ناثان جونغ (بالإنجليزية: Nathan Jung)‏ هو ممثل أمريكي، ولد في 29 نوفمبر 1946 ببيكرسفيلد في الولايات المتحدة.

## وصلات خارجية
- ناثان جونغ على موقع IMDb (الإنجليزية)
- ناثان جونغ على موقع ألو سيني (الفرنسية)
- ناثان جونغ على موقع أول موفي (الإنجليزية)
- ناثان جونغ على موقع قاعدة بيانات الأفلام السويدية (السويدية)
- ناثان جونغ على موقع كينوبويسك (الروسية)